# Déforestation en Russie

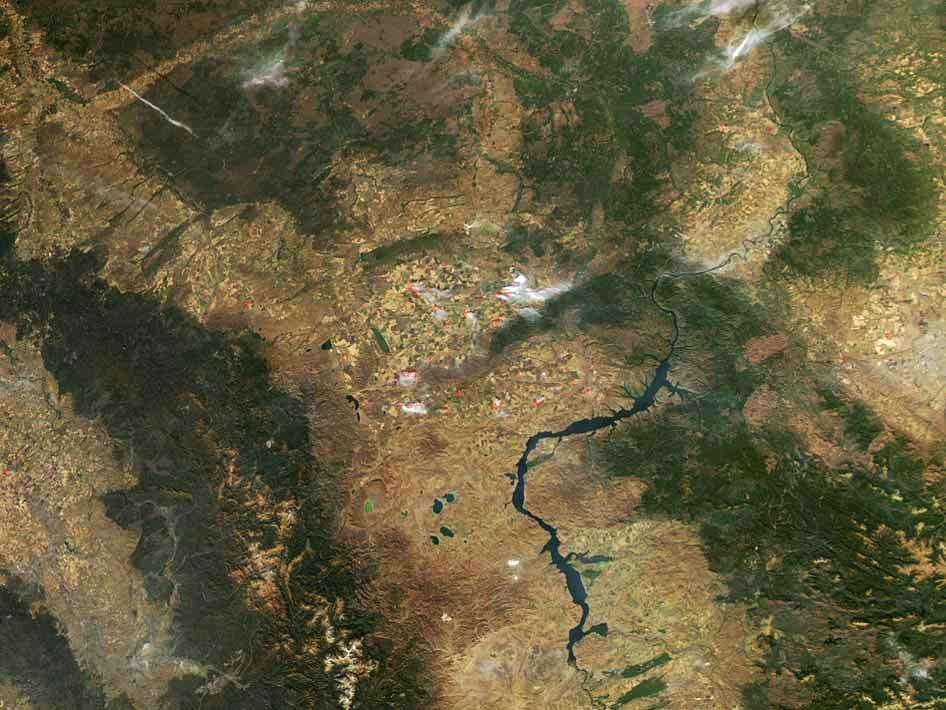
Incendies de forêt en Russie centrale en 2009

La déforestation en Russie concerne les forêts parmi les plus étendues du monde, qui couvrent 70 % du territoire de la fédération de Russie et représentent 22 % de la forêt mondiale. La Russie a perdu à elle seule plus de forêts que tous les autres pays depuis le début du XXIe siècle.

## Historique
Des bucherons nord-coréens ont été embauchés depuis les années 1950 dans des camps de déforestation des forêts de l'extrême-orient russe ; il y a eu un accord en 1966 à ce sujet entre Léonid Brejnev et Kim Il-sung.
D'après une carte globale réalisée par des chercheurs du Maryland, la Russie est le pays du monde où la forêt a le plus régressé, elle a diminué de 365 000 km2 entre 2000 et 2012. C'est surtout en Iakoutie et dans la région de la Léna que les forêts ont régressé.
Le gouvernement russe envisageait en 2003 de vendre les 843 millions d'hectares de forêt à des exploitants privés.
Ponctuellement, des associations se mobilisent pour essayer d'empêcher les destructions, par exemple pour la forêt de Khimki à proximité de Moscou.
D'après un rapport du  World Resources Institute, la forêt russe diminue de l'équivalent de la superficie de la Suisse chaque année entre 2011 et 2013.

## Causes et conséquences

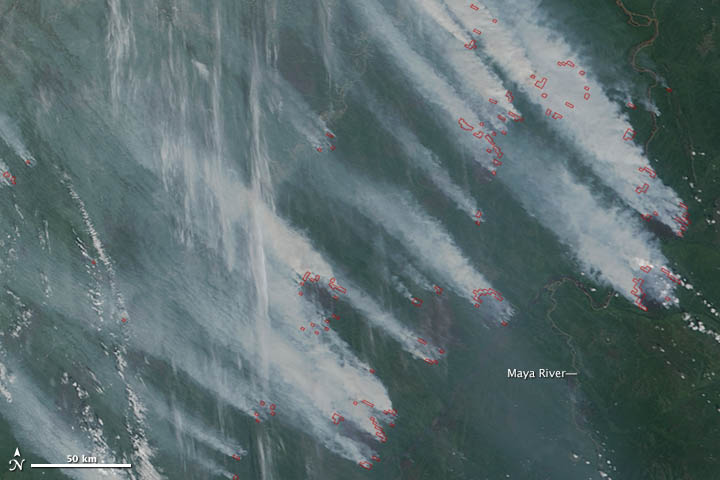
Incendies de forêt dans l'extrême Est de la Russie en 2012

Parmi les causes de déforestation en Russie figurent les incendies de forêt et de tourbières, mais aussi l'exploitation illégale.
La destruction de la forêt sibérienne menace plusieurs espèces en voie de disparition comme le léopard d’Extrême-Orient et le tigre de Sibérie.